# لودویگ هولوین
لودویگ هولوین (آلمانی: Ludwig Hohlwein؛ ۲۷ ژوئیه ۱۸۷۴، ویسبادن – ۱۵ سپتامبر ۱۹۴۹، برشتس گادن) طراح گرافیک آلمانی و یکی از پیشگامان پلاکاتستیل (مکتب پوستر) بود.

## زندگی
لودویگ هولوین در تاریخ ۲۷ ژوئیه ۱۸۷۴ در شهر ویسبادن آلمان متولد شد و دوران کودکی ممتازی را در خانواده‌ای برجسته سپری کرد. از سال ۱۸۹۵ در رشتهٔ معماری دانشگاه فنی مونیخ مشغول به تحصیل بود و در طول سال‌های تحصیل، اولین تصویرسازی‌هایش را برای روزنامه انجمن معماران آکادمیک طراحی کرد. او طراحی کتابچه برنامه‌ها، دعوت‌نامه‌ها و تزئین کتاب‌های انجمن را به عهده داشت. پس از تحصیل در مونیخ و در آکادمی درسدن، برای ادامهٔ تحصیل به لندن و پاریس سفر کرد. وی نهایتاً به عنوان معمار در مونیخ مستقر شد. علاوه بر طراحی داخلی خانه‌های شخصی، سفارش طراحی بدنهٔ کشتی‌های اقیانوس‌پیما را نیز می‌پذیرفت.
هولوین در سال ۱۹۰۱ با لئونی دور (Leoni Dorr) ازدواج کرد و صاحب دو فرزند شد. در این دوران با چاپ‌ها و نقاشی‌های آبرنگ و چسب‌رنگ به‌طور منظم در نمایشگاه‌های کاخ شیشه‌ای مونیخ شرکت می‌کرد. وی در اوایل زندگی حرفه‌ای‌اش سبک هنری منحصربه‌فرد خود را به‌وجود آورد که طی ۴۰ سال تغییر اندکی کرد.
او در ۱۹۰۶ معماری را رها کرد و بر طراحی گرافیک متمرکز شد. فعالیتش را با طراحی پوستر شروع کرد و سبکی خودآموخته را پایه نهاد که در اصل متأثر از سبک کلاژ برادران بگرستاف بود. او آثار زیادی تولید می‌کرد و به سرعت در جهان گرافیک و در بین کارفرمایان معتبر زبان‌زد شد. شتاب صنعتی‌شدن در دهه اول سدهٔ بیستم، آلمان را به بستری مساعد در سوق‌دادن هنر به سمت صنعت تبدیل کرد. طراحی پوسترهای شرکت‌ها و تبلیغات محصولات، زمین تمرین ایده‌آلی برای ترکیب صنعت و هنر فراهم کرد.
لودویگ هولوین در شهر جنوبی مونیخ و لوسین برنارد (Lucian Bernhard) در شهر شمالی برلین به سرعت رهبران سبک پوستر شدند. هولوین در خلال دو جنگ جهانی محبوبیت زیادی داشت. وی تا سال ۱۹۲۵، ۳۰۰۰ آگهی مختلف را طراحی کرده بود و یکی از مشهورترین هنرمندان تجاری آلمان به‌شمار می‌رفت. در سال ۱۹۲۳، نمایشگاهی از پوسترهای هولوین در نیویورک، وی را به صنعت تبلیغات ایالات متحده معرفی کرد و از برندهای سیگار کمل و فاتیما سفارش‌هایی دریافت کرد؛ امابازار رقابتی آمریکا نگذاشت او به همان شهرتی دست یابد که در آلمان داشت. هولوین به آلمان برگشت تا در خدمت تبلیغات نازی‌ها باشد و لوسین برنارد در آمریکا ماند.
وی با گذشت زمان، به شهرت و ثروت دست یافت و آثارش فراتر از اینکه صرفاً تبلیغ محصولات باشند، نیازهای دیگری را هم برآورده کردند. او تخصص خود را برای طراحی بیلبوردهایی با اهداف جنگی به کار گرفت و از رژیم نازی سفارش دریافت کرد. هولوین پوسترهایی را برای NSDA، رفاه مردم نازی، صندوق امداد زمستانی، حملات هوایی و بازی‌های المپیک ۱۹۳۶ طراحی کرد.
او در سال ۱۹۳۱ پیشنهاد مهاجرت به ایالات متحده را رد کرد و در عوض، دو سال بعد به حزب نازی پیوست.
هولوین پس از جنگ جهانی دوم و تا روز ۱۵ سپتامبر ۱۹۴۹ که چشم از جهان فروبست، کار خود را به عنوان هنرمند تجاری در استودیوی کوچکش در برشتس گادن ادامه داد.

## دوران کاری
هنر با آرنوو وارد دورهٔ ابتدایی مدرن شد که در برابر افراط ویکتوریایی سر برآورد. در «پلاکاتستیل» آلمان (یا مکتب پوستر) تمام تزئینات و دکوراسیون حذف شده‌است. این ساده‌سازی گسترده‌تر هم می‌شود و فقط خطوط پرانرژی را باقی می‌گذارد. ویژگی‌هایی مانند آنچه گفته شد مراجع تصویری قابل تشخیص و ارتباطی متقاعدکننده را به بیننده نشان می‌دهد؛ سبکی سازگار با نیازهای تجاری و فناورانهٔ عصر حاضر. این گونهٔ تازهٔ پوستر به زودی شهرت فراوان پیدا کرد.
بازی پیچیدهٔ نور و سایه نشان می‌دهد که هولوین نقاشی‌های خود را از روی اساس عکس می‌کشیده‌است. در آن روزگار، تصویرگران برای ثبت حالات صورت، حرکات دقیق و ژست‌ها و نقش‌ها و بافت‌های لباس‌ها و دکور، اغلب به عکس‌ها تکیه می‌کردند.
«او ابتدا از سوژه طراحی و طبیعت را محتاطانه دنبال می‌کند. گاهی اوقات از مطالعهٔ عکس‌ها برای این منظور بهره می‌گیرد. پس از اسکیسهای اولیه، طرح دکوراتیو را آغاز می‌کند و آن را مبنای کاری قرار می‌دهد که در دست انجام دارد.» (فرنزل، ۱۹۲۵)
او یک سبک امضاگونه برای رنگ‌آمیزی داشت: ابتدا اجازه می‌داد آنها در زمان‌های متفاوت خشک شوند، یکی را روی دیگری اعمال می‌کرد و بدین‌صورت سایه‌های رنگ را به دست می‌آورد. این‌طور به‌نظر می‌آید که سوژه به سطوح رنگی و نقاط تبدیل شده‌است؛ شبکه‌ای از شکل‌های متصل در یک پالت رنگی سرزنده و موزون. لودویگ هولوین در ترکیب‌بندیهای نسبتاً موقرش تنها با تعدادی عنصر در کنار نور و تاریکی و پیش‌زمینه و پس‌زمینه بازی می‌کند.
اگرچه در آثار هولوین تصویر همیشه عنصر حاکم بود؛ اما او از حروف‌نگاری هم چشم نمی‌پوشید. او با تطبیق انواع حروف با موضوع مورد نظر خود، هر دو نوع حروف سریف و بدون سریف و گوتیک را مورد استفاده قرار می‌داد. تایپوگرافی او همیشه قابل خواندن بود و در چند سطر گروه‌بندی می‌شد و اغلب یک مربع را تشکیل می‌داد.
امضای هولوین در اغلب کارهای او دیده می‌شود. در ۱۹۰۷ امضای او در یک کادر مستطیل بوده و پیش از سال ۱۹۱۳ نامش را در یک کادر مربع قرار می‌داده‌است. از سال ۱۹۱۳ به بعد امضایش تغییر می‌کند و دو خط مورب که 'ü' در کلمه مونیخ –زادگاه او– را به نامش وصل می‌کند.
وی پوسترهایی را برای آئودی، بهلسن، ب‌ام‌و، دایملر-بنز، اردال، ارنمن، کفش‌های گورتز، کافه هاگ، کولمباچ، لایتز، لوفت‌هانزا، مارکلین، مان و هنکل طراحی کرد. تصاویر او نمایی خوش‌بینانه از زندگی معاصر طبقه متوسط را نمایش می‌دهند.

## ارتباط با آلمان نازی
هولوین از باورمندان سرسخت تقدس آلمان به عنوان «سرزمین پدری» بود و از همین رو در دههٔ ۱۹۲۰ کارهایش روزبه‌روز ملی‌گرایانه‌تر می‌شد. وقتی در سال ۱۹۳۳ هیتلر به صدراعظمی رسید، هولوین هنرمندان دیگر را نیز به استفاده از مهارت‌های خود برای شکوه سرزمین پدری ترغیب کرد:
«امروزه هنر، به عنوان یک عنصر فرهنگی، جایگاهی پیش‌برنده‌تر از همیشه در ساخت و حفظ ارزش‌های فرهنگی دارد… امید که بهترین ما به اهمیت آنچه در معرض خطر است و مسئولیت خودشان پی برند و امید که ما خلاقانه و با باور به حفظ تمدن فرهنگی‌مان کار کنیم و تمدن‌مان را به شرایطی کاملاً سالم برگردانیم.»
هولوین یکی از اعضای حزب نازی بود و به‌طور مستقیم با وزارت تبلیغات و روشنگری گوبلس کار می‌کرد. هاولین درآثار خود برای حکومت نازی اصرار داشت از کلیشه‌های منفی برای نمایش دشمنان آلمان –که سنگ بنای اکثر تبلیغات دیگر نازی‌هاست- به نفع تصویر زیبای قهرمانانه و شگفت‌انگیز نژاد آریایی استفاده کند. او این کار را با تجلیل از قدرت و اقبال فیزیک آلمانی انجام می‌داد و برتری ظاهری هویت نازی را به کمک این ویژگیهای فیزیکی بیان می‌کرد. زیبایی آزارندهٔ آثار هولوین معادل آن چیزی است که لنی ریفنشتال در فیلم‌هایش برای تحسین نژادپرستی افراطی به کار می‌برد.
هولوین در طول جنگ جهانی دوم با یوزف گوبلس و وزارت روشنگری مردم و پروپاگاندا ارتباط نزدیکی داشت. وی را اغلب یک نقاش درباری می‌دانستند. با اینکه هولوین هنرمندی است که به یک رهبر در حال ظهور خدمت کرد و جان سالم به در برد؛ اما معلوم نبود اگر آدولف هیتلر در قدرت باقی می‌ماند سرنوشتش چه می‌شد. شاید شکست ناگهانی رایش سوم در پایان جنگ جهانی دوم هولوین را از پایانی ناخوشایند نجات داده باشد. البته ممکن بود که هولوین با ادامهٔ حکمرانی نازی‌ها زنده بماند. پشتیبانی شدید او از سیاست‌های حزب می‌توانست موقعیت او را در کنار هیتلر تضمین کند. هنگامی که در اواخر سال ۱۹۴۴ خانه و استودیوی او توسط بمب‌ها نابود شد، در اراضی برشتس گادن که از آنِ هیتلر بودند به او اجازهٔ اقامت داده بود. با این حال نباید سرنوشت کلوتسیس را فراموش کرد که تا روز کشتنش به دست مدافعان ایدئولوژی شوروی، به این ایدئولوژی وفادار ماند.
پوسترهایی که هولوین برای آلمان نازی طراحی کرد، تندترین نمونه‌های واقع‌گرایی ناسیونال سوسیالیست محسوب می‌شوند.

## گاه‌شمار
- ۲۷ ژوئیه ۱۸۷۴: در شهر ویسبادن آلمان به دنیا آمد.
- ۱۸۹۵: آغاز تحصیل در رشتهٔ معماری دانشگاه فنی مونیخ
- ۱۹۰۱: ازدواج با لئونی دور
- ۱۹۰۶: رهاکردن معماری و تمرکز بر طراحی گرافیک
- ۱۹۲۳: نمایشگاه پوسترهای هولوین در نیویورک
- ۱۹۳۱: رد پیشنهاد مهاجرت به آمریکا
- ۱۹۳۳: پیوستن به حزب نازی
- ۱۵ سپتامبر ۱۹۴۹: در شهر برشتس گادن درگذشت.

## آثار

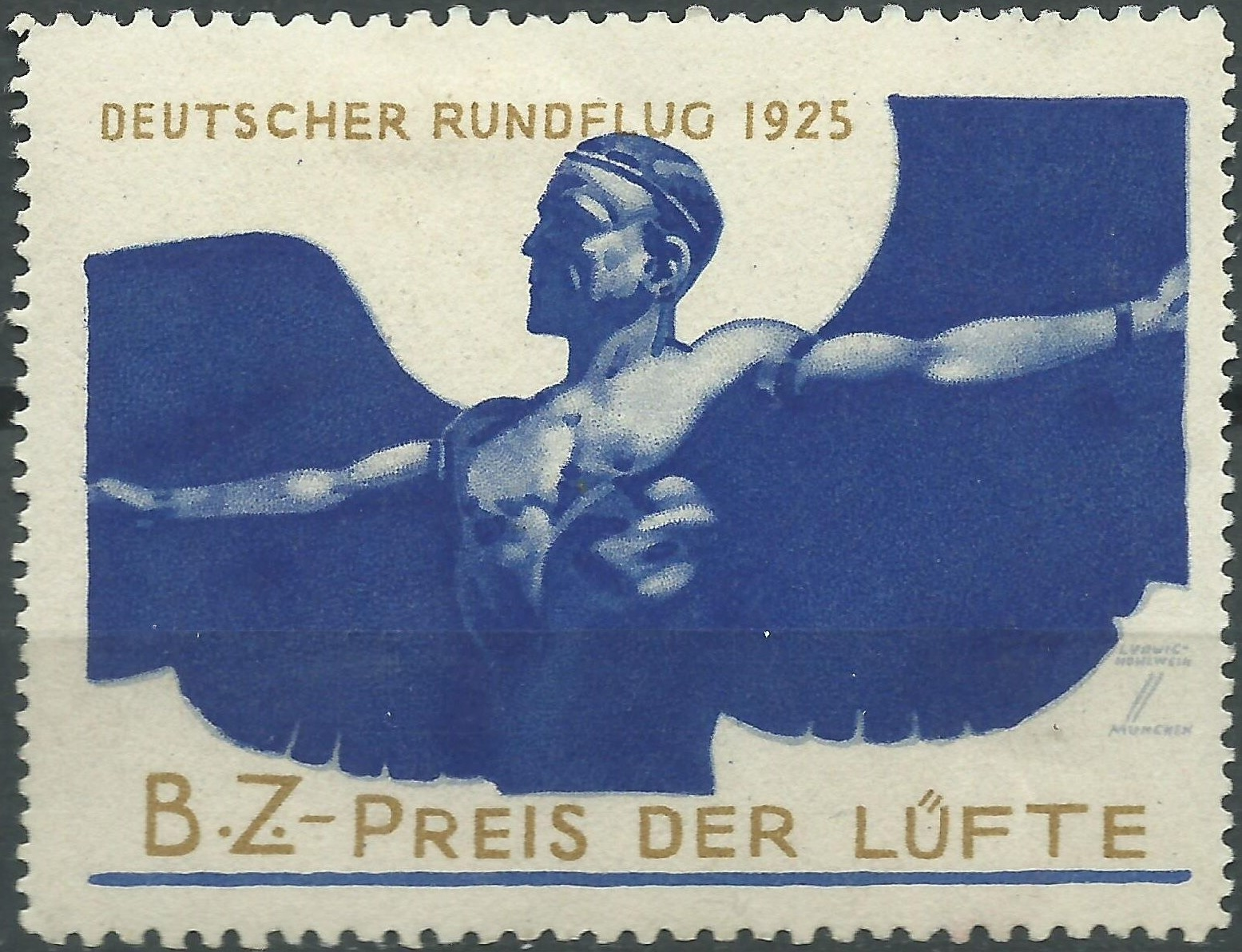
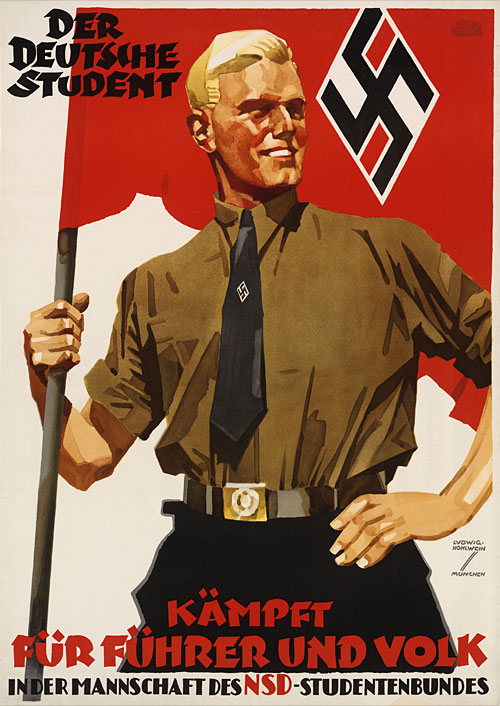
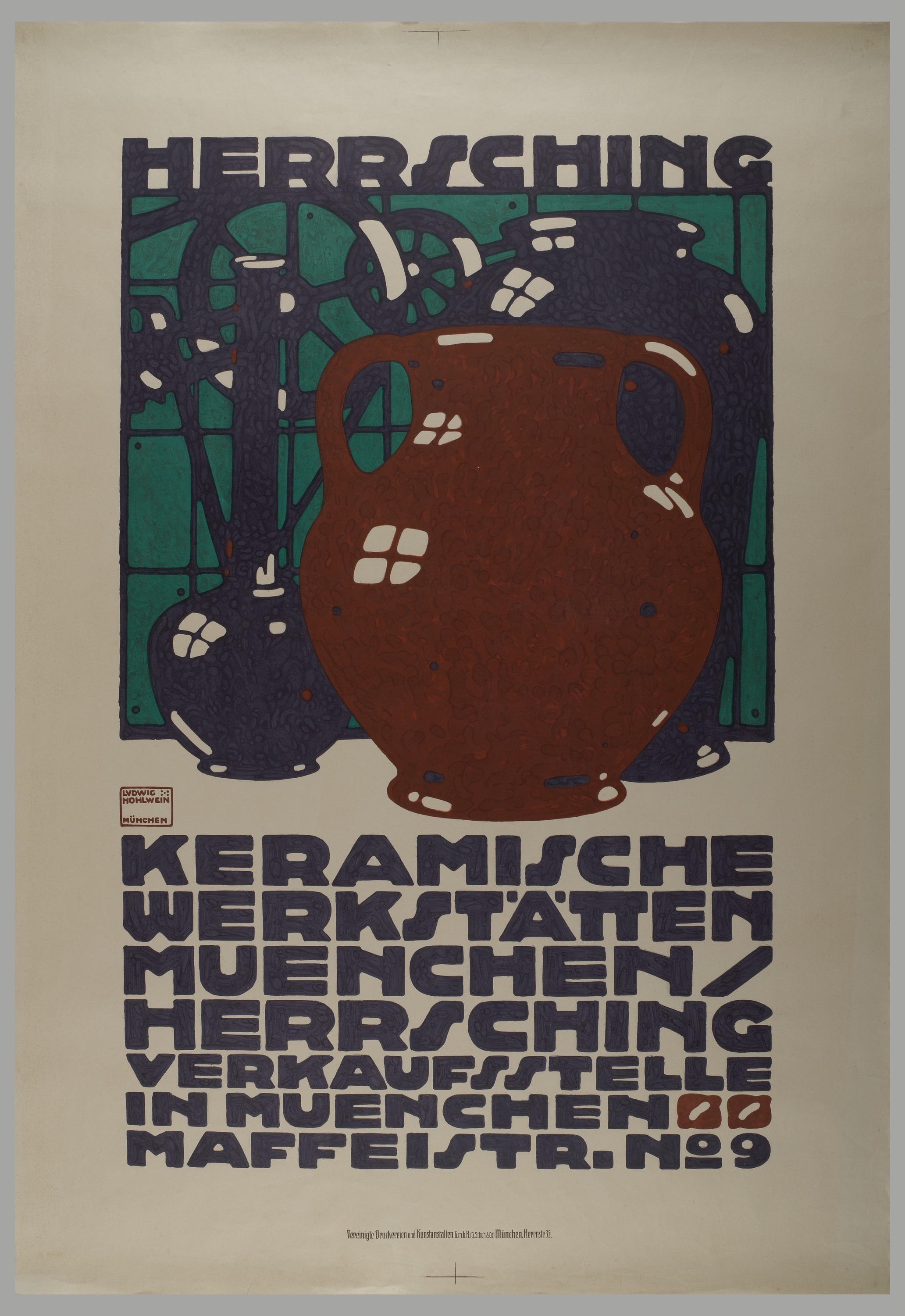